# Калаподешти (Бакау)
Калаподешти (рум. Calapodești) насеље је у Румунији у округу Бакау у општини Деалу Мориј. Oпштина се налази на надморској висини од 281 m.

## Становништво
Према подацима из 2002. године у насељу је живело 62 становника, од којих су сви румунске националности.